# Racing Pierrots Strasbourg Meinau 1973-1974
Questa voce raccoglie le informazioni riguardanti il Racing Pierrots Strasbourg Meinau  nelle competizioni ufficiali della stagione 1973-1974.

## Maglie e sponsor
Lo sponsor tecnico per la stagione 1973-1974 è Adidas, mentre lo sponsor ufficiale è Caisses Mutuelles.
| Manica sinistra · Manica sinistra · Maglietta · Maglietta · Manica destra · Manica destra · Pantaloncini · Calzettoni · Calzettoni |

## Organigramma societario
Area direttiva
- Presidente: Philippe Fass

Area organizzativa
- Segretario generale: Jean-Michel Colin, Armand Zuchner

Area tecnica
- Direttore sportivo: Robert Domergue
- Allenatore: Casimir Novotarski, dal 17 novembre Robert Domergue[4]

Area sanitaria
- Medico sociale: Mendel Spruch